# Noche de carnaval (película de 1984)
Noche de carnaval es una película de drama y crimen mexicana de 1981, dirigida por Mario Hernández y protagonizada por Ninón Sevilla y Manuel Ojeda.

## Argumento
Durante el Martes de Carnaval en Veracruz, México, se mezclan varias historias: Ninón (Ninón Sevilla) y Panchita (Carmen Salinas), son dos ficheras viejas que quieren revivir sus glorias pasadas; los trabajadores portuarios quieren divertirse pero la llegada de un barco hace que la empresa les niegue el permiso para salir y se crea un conflicto sindical, un grupo liderado por Diablo (Manuel Ojeda), se rebela y abandona el trabajo; varios estudiantes universitarios discuten de política mientras beben; una mujer (Leonor Llausás), quiere vender su hija, Tulia (Luz María Jerez) a Don Mustafá (Carlos Riquelme), un turco adinerado; Pepe (Miguel Ángel Ferríz), un joven se olvida de su pareja y trata de seducir a la de su amigo pero luego las dos mujeres terminan haciendo el amor con otros; el líder de los trabajadores es sacado a la fuerza del cabaret y aparece asesinado en la playa.

## Reparto
- Ninón Sevilla ... Ninón
- Manuel Ojeda ... Diablo
- Carmen Salinas ... Panchita
- Carlos Riquelme ... Don Mustafá
- Miguel Ángel Ferríz ... Pepe
- Jaime Garza ... Amigo de Pepe
- Leonor Llausás ... Mamá de Tulia
- Luz María Jerez ... Tulia
- Tina Romero ... Irma
- José Carlos Ruiz ... Jincho
- Rebeca Silva ... Rebeca
- Sergio Ramos "El Comanche" ... Zangarrón
- Alejandro Parodi ... Jorge, el poeta
- Noé Murayama
- Luis Mnauel Pelayo
- Jorge Zamora "Zamorita"
- Eric del Castillo ... Capitán de policía

## Comentarios
En el apogeo de las películas del Cine de ficheras del Cine Mexicano, en lugar de ver a un montón de actores cómicos con un montón de extras (mujeres desnudas), vemos un rico elenco de buenos actores que no tenían mucho que elegir para tener trabajo. Gracias a eso, podemos ver Manuel Ojeda, Noé Murayama, José Carlos Ruiz, Alejandro Parodi, quienes hacen creíble la cuestión de los sindicatos y la corrupción entre sus líderes mafiosos y propietarios de embarques en el puerto de Veracruz. Además, paralelo a esto, una historia de cabaret protagonizada por Ninón Sevilla, quién trata de recordar sus años gloriosos como rumbera treinta años después; y Carmen Salinas, cuyas palabras más divertidas de la película salen de su boca. Es una lástima que el director Mario Hernández termine todo esto de una manera abrupta. Parece que él no tenía idea de cómo terminarla y tomó la peor opción. De todos modos el mayor mérito de esta película se debe a su productor, el actor, Antonio Aguilar, quien se fue de los mejores actores de las películas mexicanas de la época.
La película marcó el retorno de Ninón Sevilla luego de 21 años ausente de los sets de filmación. Gracias a su participación en esta cinta, Sevilla recibió el primer y único Premio Ariel de su carrera en la categoría de Mejor Actriz.